# Constantin Popa (senator)
Constantin Popa (n. 24 martie 1962, Buzău, România) este un fost senator român, membru al legislaturii 2012-2016 ales pe listele PP-DD.
În 2012, Constantin Popa a trecut la UNPR.